# 有机园艺

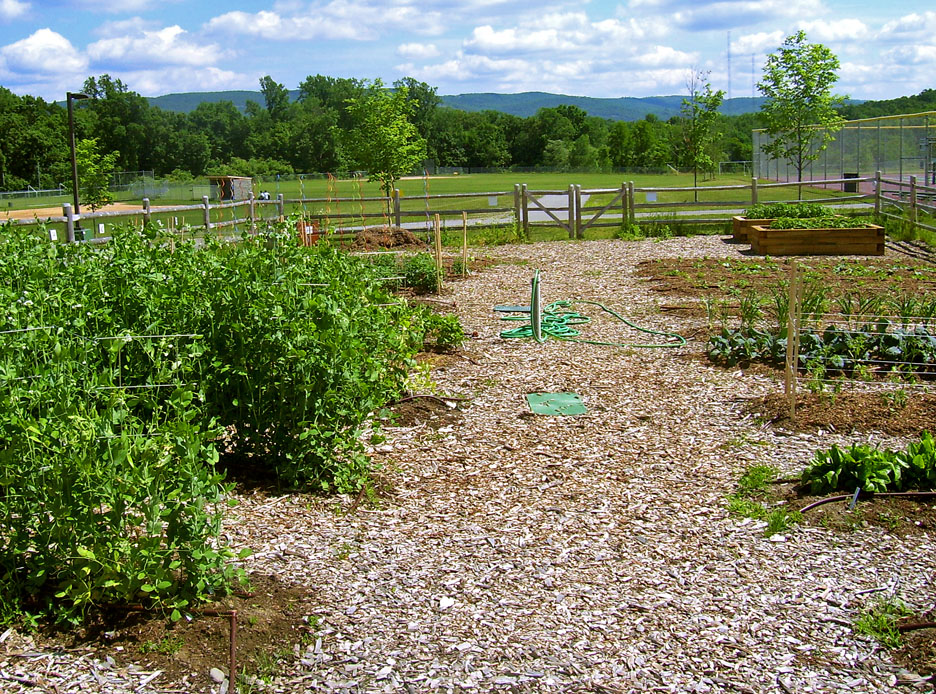
校園裡的有機花園

有機園藝以不使用農藥來病蟲害防治和使用有機肥料中的基本原則種植水果，蔬菜，花卉或觀賞植物的科學和藝術。

## 一般
覆蓋、覆蓋作物、堆肥、肥料、蚯蚓糞和礦物質補充劑是將這種類型的農業與其商業對應通過注意健康的土壤條件，預計昆蟲，真菌或其他問題可以最小化。然而，有機農民可以使用益蟲或是捕捉有害生物控制方法。
園藝涉及五個學習領域。這些領域是花卉（包括花卉作物的生產和銷售）、景觀園藝（包括景觀植物的生產，營銷和維護）、養殖（包括蔬菜的生產和銷售）、植物學（包括水果的生產和銷售）、以及收穫（涉及保持品質，防止園藝作物的腐敗）。
有機園藝是基於數千年來收集的知識和技術。一般來說，有機園藝涉及自然過程，通常發生在較長時間內，並且採用可持續的整體方法，而化學品園藝則側重於立即，孤立的效果和還原性策略。

## 有機園藝系統
有一些正式的有機園藝和農耕系統規定了具體的技術。 它們往往比一般有機標準更具體，更適合。 森林園藝是一個從史前時期開始的全面有機食品生產系統，被認為是世界上最古老，最具彈性的農業生態系統。
生物動力學農業是基於Rudolf Steiner的深奧教義的一種方法。
日本農民和作家Masanobu Fukuoka發明了一種稱為自然農業的小型糧食生產免耕農業免耕制度。此後，該方法由生態行動總監John Jeavons推動。花園不僅僅是一種提供食物的手段，它是社區中可能的一個模範，每個人都可以擁有一種特殊的花園，生產健康，有營養的有機食品，農民市場，傳遞園藝經驗的地方，分享獎金，促進更可持續的生活方式，鼓勵當地經濟發展。一個簡單的4'×8'（32平方英尺）的升高的花園，基於生物密集種植和平方英尺園藝的原則，使用更少的營養和更少的水，並可以保持一個家庭或社區，提供豐富的健康 營養有機蔬菜，同時促進更可持續的生活方式。
有機園藝旨在與生態系統協調工作，最小程度地擾亂地球的自然平衡。由於這種有機農民一直對減耕方法感興趣。傳統農業使用機械耕作，這是犁耕還是播種，對環境有害。耕作有機農業的影響要少得多。犁耕加速侵蝕，因為土壤長時間未被覆蓋，如果土壤有機質含量低，則土壤結構穩定性降低。有機農民使用覆蓋，種植覆蓋作物和間作的技術，在一年的大部分時間內保持土壤覆蓋。使用堆肥，肥料覆蓋物和其他有機肥料，有機農場的土壤有機質含量較高，有助於限制土壤退化和侵蝕。
其他方法也可用於補充現有花園。方法如堆肥或蚯蚓糞。這些做法是將有機物回收到一些最好的有機肥料和土壤調理劑中。蚯蚓糞是特別容易。副產品也是有機花園的營養物質的極好來源。

## 害蟲控制方法
不同的有害生物控制方法同樣值得注意。在化學園藝中，可以應用特定的殺蟲劑來快速殺滅特定的害蟲。化學防治可以在短期內大幅度減少害蟲種群，但不可避免地會殺死（或餓死）自然控制昆蟲和動物，從長遠來看，有害生物種群數量增加，從而造成日益嚴重的問題。反複使用殺蟲劑和除草劑也有助於快速自然選擇抗性昆蟲，植物和其他生物，增加使用需要，或需要新的更強大的控制。
相比之下，有機園藝往往容忍一些害蟲種群，而長期看待。有機蟲害防治需要對病蟲害生命週期和相互作用進行徹底了解，並涉及許多技術的累積效應，包括：

•允許可接受的害蟲損害程度。
•鼓勵掠食性有益昆蟲繁殖和吃害蟲。
•鼓勵有益微生物。
•仔細選擇植物，選擇抗病品種。
•種植伴侶作物，遏製或轉移有害生物。
•在蟲害遷移期間使用排蓋保護作物。
•每年向不同的地方旋轉作物以中斷有害生物繁殖週期。
•使用昆蟲陷阱監測和控制昆蟲種群。
這些技術中的每一種還提供了其他益處，如土壤保護和改良，受精，授粉，節水和季節延長。這些好處是對現場健康的總體影響是互補和累積的。有機害蟲防治和生物蟲害防治可以作為病蟲害綜合防治的一部分。然而，IPM可以包括使用不屬於有機或生物技術的化學農藥。

## 對全球糧食供應的影響
與有機食品生產相關的一個爭議是每英畝生產的食物問題。 即使有機的做法很好，根據作物，有機農業的生產率可能比傳統農業低 5 ‰至25 ‰ 。
常規農業的大部分生產力優勢與氮肥的使用有關。然而，氮肥的使用，特別是過度使用，如氮氣徑流對天然水供應的危害和全球變暖的增加都有負面影響。
面對諸如氣候變化等挑戰，有機方法具有其他優點，如健康的土壤，可能使有機農業更有彈性，因此在生產食物方面更可靠。
同樣，世界飢餓不是主要的農業產量問題，而是分配和浪費的問題。